# Campeonato Europeo de Ciclismo en Pista de 2020
El XI Campeonato Europeo de Ciclismo en Pista se celebró en Plovdiv (Bulgaria) entre el 11 y el 15 de noviembre de 2020 bajo la organización de la Unión Europea de Ciclismo (UEC) y la Federación Búlgara de Ciclismo.
Las competiciones se realizaron en el velódromo Kolodrum de la ciudad búlgara. Fueron disputadas 22 pruebas, 11 masculinas y 11 femeninas.

## Calendario
| ● | Preliminares | F | Final |

| Fecha                | Mi 11         | Ju 12         | Vi 13         | Sá 14         | Do 15         |
| Hora→ Prueba ↓       | 18:00 – 20:55 | 18:00 – 21:00 | 18:00 – 21:50 | 18:00 – 21:00 | 14:00 – 17:15 |
| -------------------- | ------------- | ------------- | ------------- | ------------- | ------------- |
| Velocidad ind.       |               | ●             | F             |               |               |
| Velocidad por eqs.   | F             |               |               |               |               |
| Persecución ind.     |               |               |               | F             |               |
| Persecución por eqs. | ●             | F             |               |               |               |
| 1 km contrarreloj    |               |               |               |               | F             |
| Puntuación           |               |               |               | F             |               |
| Scratch              |               | F             |               |               |               |
| Keirin               |               |               |               | F             |               |
| Eliminación          | F             |               |               |               |               |
| Madison              |               |               |               |               | F             |
| Ómnium               |               |               | F             |               |               |

| Fecha                | Mi 11         | Ju 12         | Vi 13         | Sá 14         | Do 15         |
| Hora→ Prueba ↓       | 18:00 – 20:55 | 18:00 – 21:00 | 18:00 – 21:50 | 18:00 – 21:00 | 14:00 – 17:15 |
| -------------------- | ------------- | ------------- | ------------- | ------------- | ------------- |
| Velocidad ind.       |               | ●             | F             |               |               |
| Velocidad por eqs.   | F             |               |               |               |               |
| Persecución ind.     |               |               | F             |               |               |
| Persecución por eqs. | ●             | F             |               |               |               |
| 500 m contrarreloj   |               |               |               |               | F             |
| Puntuación           |               |               |               | F             |               |
| Scratch              | F             |               |               |               |               |
| Keirin               |               |               |               | F             |               |
| Eliminación          |               | F             |               |               |               |
| Madison              |               |               |               |               | F             |
| Ómnium               |               |               | F             |               |               |

1. 1 2  Hora local de Bulgaria: UTC+2.
2. 1 2  Consiste en cuatro pruebas: scratch, tempo, eliminación y puntuación.

## Medallistas

### Masculino
| Evento                          | Oro                                                                                       | Plata                                                                                     | Bronce                                                                           |
| ------------------------------- | ----------------------------------------------------------------------------------------- | ----------------------------------------------------------------------------------------- | -------------------------------------------------------------------------------- |
| Velocidad individual (13.11)    | Maximilian Levy · Alemania                                                                | Denis Dmitriyev · Rusia                                                                   | Vasilijus Lendel · Lituania                                                      |
| Velocidad por equipos (11.11)   | Rusia · Denis Dmitriyev · Pavel Yakushevski · Ivan Gladyshev · Alexandr Sharapov · 43,007 | República Checa · Tomáš Bábek · Dominik Topinka · Jakub Šťastný · Martin Čechman · 43,925 | Grecia · Sotirios Bretas · Ioannis Kaloyerópulos · Konstantinos Livanós · 44,098 |
| Persecución individual (14.11)  | Ivo Oliveira Portugal 4:08,116                                                            | Jonathan Milan · Italia · 4:08,772                                                        | Lev Gonov · Rusia · 4:07,720                                                     |
| Persecución por equipos (12.11) | Rusia · Alexandr Dubchenko · Lev Gonov · Nikita Bersenev · Alexandr Yevtushenko · —       | Italia · Francesco Lamon · Stefano Moro · Jonathan Milan · Gidas Umbri · ALC              | Suiza · Claudio Imhof · Simon Vitzthum · Lukas Rüegg · Dominik Bieler · 3:55,051 |
| 1 km contrarreloj (15.11)       | Tomáš Bábek · República Checa · 1:00,517                                                  | Ethan Vernon Reino Unido 1:00,999                                                         | Jonathan Milan · Italia · 1:01,009                                               |
| Carrera por puntos (14.11)      | Sebastián Mora Vedri · España · 51 pts.                                                   | Matteo Donegà · Italia · 42 pts.                                                          | Daniel Crista · Rumania · 40 pts.                                                |
| Scratch (12.11)                 | Iúri Leitão Portugal                                                                      | Roman Hladysh · Ucrania                                                                   | Oliver Wood Reino Unido                                                          |
| Keirin (14.11)                  | Maximilian Levy · Alemania                                                                | Denis Dmitriyev · Rusia                                                                   | Sotirios Bretas · Grecia                                                         |
| Madison (15.11)                 | Sebastián Mora Vedri · Albert Torres Barceló · España · 53 pts.                           | Ivo Oliveira Rui Oliveira Portugal 43 pts.                                                | Francesco Lamon · Stefano Moro · Italia · 33 pts.                                |
| Eliminación (11.11)             | Matthew Walls Reino Unido                                                                 | Iúri Leitão Portugal                                                                      | Serguei Rostovtsev · Rusia                                                       |
| Ómnium (13.11)                  | Matthew Walls Reino Unido 128 pts.                                                        | Yauheni Karaliok · Bielorrusia · 116 pts.                                                 | Iúri Leitão Portugal 115 pts.                                                    |

### Femenino
| Evento                          | Oro                                                                                            | Plata | Bronce                                                                                       |
| ------------------------------- | ---------------------------------------------------------------------------------------------- | --- | -------------------------------------------------------------------------------------------- |
| Velocidad individual (13.11)    | Anastasiya Voinova · Rusia                                                                     | Daria Shmeliova · Rusia                                                                                     | Olena Starikova · Ucrania                                                                    |
| Velocidad por equipos (11.11)   | Rusia · Anastasiya Voinova · Daria Shmeliova · Natalia Antonova · Yekaterina Rogovaya · 46,852 | Reino Unido Millicent Tanner Blaine Ridge-Davis Lusia Steele Lauren Bate 48,531                             | Ucrania · Liubov Basova · Olena Starikova · Olexandra Lohviniuk · 49,296                     |
| Persecución individual (13.11)  | Neah Evans Reino Unido 3:29,456                                                                | Martina Alzini · Italia · 3:32,386                                                                          | Silvia Valsecchi · Italia · 3:28,878                                                         |
| Persecución por equipos (12.11) | Reino Unido Josie Knight Laura Kenny Katie Archibald Neah Evans Elinor Barker 4:10,437         | Italia · Martina Alzini · Elisa Balsamo · Chiara Consonni · Vittoria Guazzini · Rachele Barbieri · 4:13,632 | Ucrania · Anna Nahirna · Tetiana Klimchenko · Viktoriya Bondar · Yuliya Biriukova · 4:33,833 |
| 500 m contrarreloj (15.11)      | Daria Shmeliova · Rusia · 32,720                                                               | Anastasiya Voinova · Rusia · 33,719                                                                         | Miriam Vece · Italia · 33,769                                                                |
| Carrera por puntos (14.11)      | Katie Archibald Reino Unido 57 pts.                                                            | Silvia Zanardi · Italia · 39 pts.                                                                           | Karolina Karasiewicz · Polonia · 35 pts.                                                     |
| Keirin (14.11)                  | Olena Starikova · Ucrania                                                                      | Sára Kaňkovská · República Checa                                                                            | Helena Casas Roige · España                                                                  |
| Madison (15.11)                 | Elisa Balsamo · Vittoria Guazzini · Italia · 52 pts.                                           | Diana Klimova · Mariya Novolodskaya · Rusia · 51 pts.                                                       | Laura Kenny Elinor Barker Reino Unido 38 pts.                                                |
| Scratch (11.11)                 | Martina Fidanza · Italia                                                                       | Hanna Tseraj · Bielorrusia                                                                                  | Tetiana Klimchenko · Ucrania                                                                 |
| Eliminación (12.11)             | Elinor Barker Reino Unido                                                                      | Rachele Barbieri · Italia                                                                                   | Maria Martins Portugal                                                                       |
| Ómnium (13.11)                  | Elisa Balsamo · Italia · 135 pts.                                                              | Laura Kenny Reino Unido 126 pts.                                                                            | Mariya Novolodskaya · Rusia · 114 pts.                                                       |

## Medallero
| Núm. | País            | Oro | Plata | Bronce | Total |
| ---- | --------------- | --- | ----- | ------ | ----- |
| 1    | Reino Unido     | 6   | 3     | 2      | 11    |
| 2    | Rusia           | 5   | 5     | 3      | 13    |
| 3    | Italia          | 3   | 7     | 4      | 14    |
| 4    | Portugal        | 2   | 2     | 2      | 6     |
| 5    | España          | 2   | 0     | 1      | 3     |
| 6    | Alemania        | 2   | 0     | 0      | 2     |
| 7    | República Checa | 1   | 2     | 0      | 3     |
| 8    | Ucrania         | 1   | 1     | 4      | 6     |
| 9    | Bielorrusia     | 0   | 2     | 0      | 2     |
| 10   | Grecia          | 0   | 0     | 2      | 2     |
| 11   | Lituania        | 0   | 0     | 1      | 1     |
| 11   | Polonia         | 0   | 0     | 1      | 1     |
| 11   | Rumania         | 0   | 0     | 1      | 1     |
| 11   | Suiza           | 0   | 0     | 1      | 1     |
|      | TOTAL           | 22  | 22    | 22     | 66    |